# 春吉 (福岡市)
春吉（はるよし）は、福岡市中央区の地名。現行の行政地名は春吉一丁目から三丁目まで。面積は27.04ヘクタール。2023年2月末現在の人口は4,671人。郵便番号は810-0003。

## 地理
那珂川の左岸にあり、北は国道202号（国体道路）に、南は住吉通りに接する。西側は渡辺通（町名）であるが、県道602号（渡辺通り）とは接していない。地区の中心を南北に春吉中通り（県道553号）が貫く。
春吉は住宅地であり集合住宅が多い。国体道路に面する地区北側は天神や中洲に近い立地のため飲食店も多い。中洲や天神に近い下町であるため個性の強い地域といえるためうえやまとちの漫画「クッキングパパ」109巻では春吉に実在する店舗が紹介されている。またホテルも多く、那珂川沿いにはラブホテルが並んでいる。那珂川沿いからは南新地やキャナルシティ博多が眺められる。
いっぽう南側には春吉小学校や春吉幼稚園、柳橋連合市場など市民生活に密着した施設がある。春吉中学校は南区清水町に存在し、春吉校区とは最大3.7kmも離れている。都市化により用地確保が困難となり移転当時の郊外に移転した経緯があるためで、近接に高宮中学校や住吉中学校が存在するが、この地域に在住する中学生は原則路線バスで春吉中へ通学することとなる。同様の事案は住吉中学校にも見られる。
福岡大空襲の際には罹災しなかったため、江戸時代に整備された7本の横筋（東西の道路）が今に残る。「渡辺通駅北土地区画整理事業」が進められており、2010年度には渡辺通りとキャナルシティ（灘の川橋）を結ぶ道路が春吉を横断して建設される予定。
また隣接する博多区住吉などと合わせてゲイバーなどが多く集まるゲイ・タウンとしての顔もある。ゲイ系店舗が春吉には18、渡辺通は7、清川は7、住吉には56店あり、トータルでは91店になる。店舗数は新宿二丁目、大阪堂山町、上野に次いで多い。

### 河川
春吉の東側に次の河川が横断している。
- 那珂川（二級河川）

## 主な施設

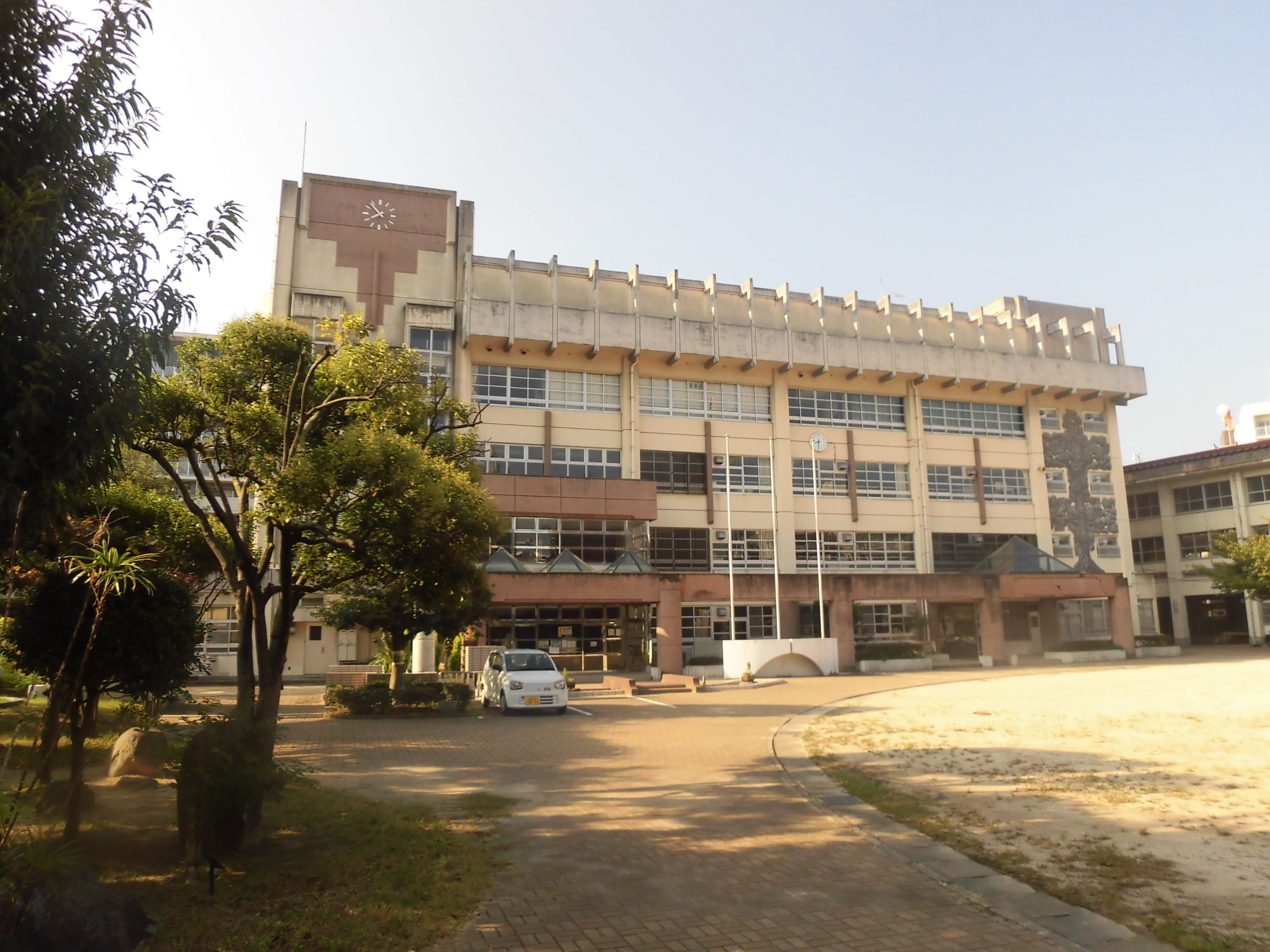
福岡市立春吉小学校

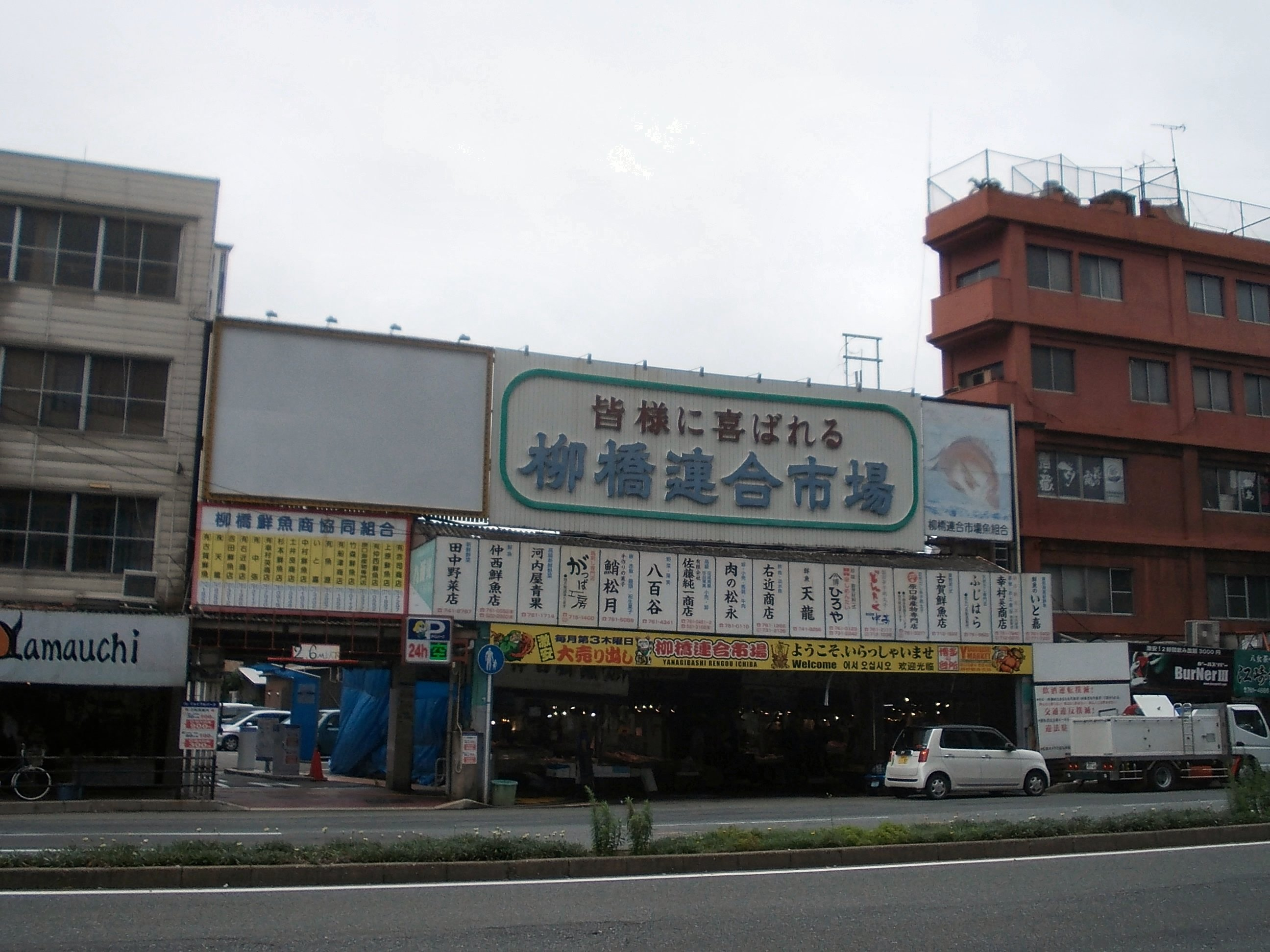
柳橋連合市場

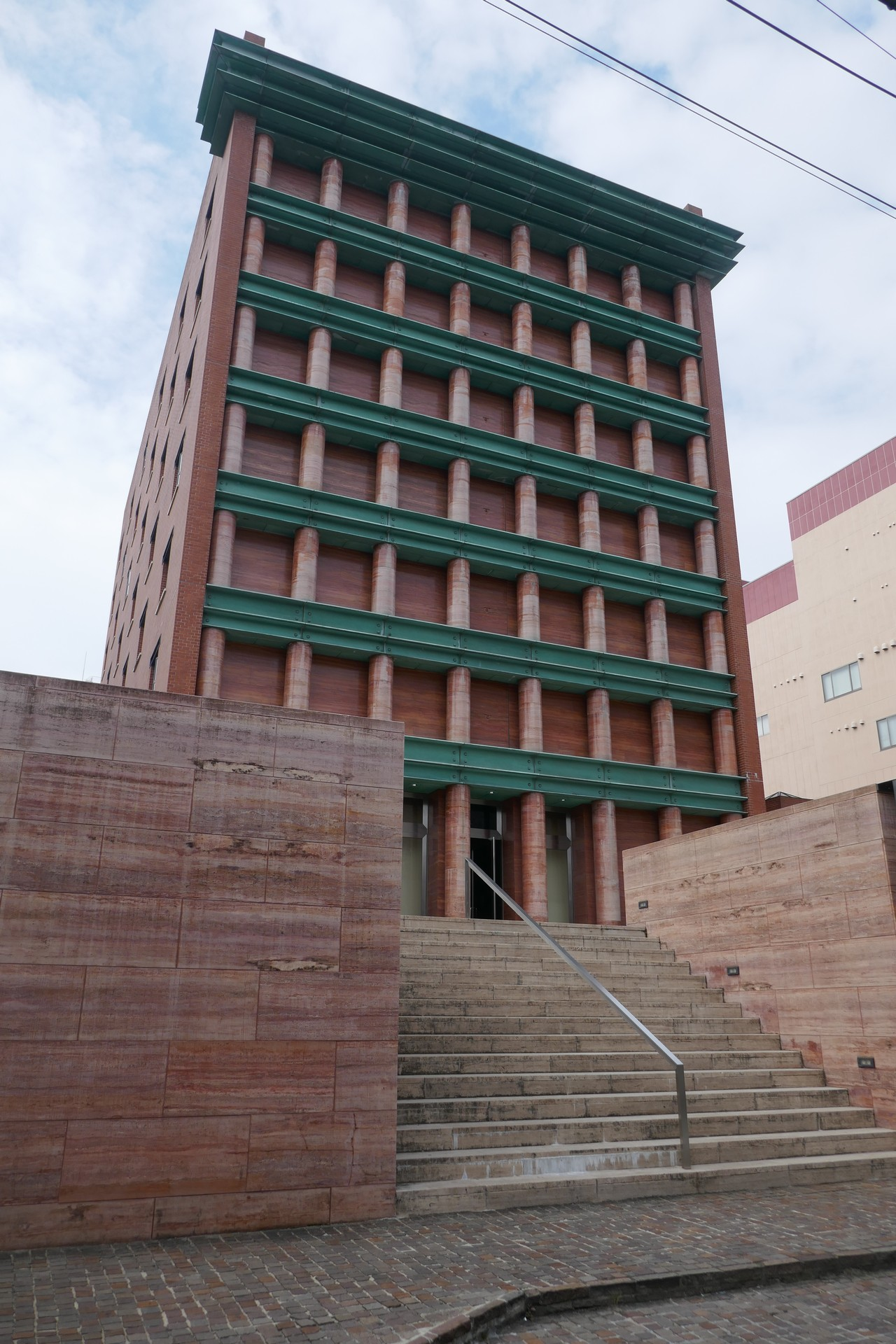
ホテル・イル・パラッツォ

- 福岡市立春吉小学校
- 春吉幼稚園
- KCS福岡情報専門学校
- 柳橋連合市場
- ホテル・イル・パラッツォ

## 歴史
春吉の地名の由来は、住吉神社の秋季大祭の時の市場に人が多く集まり、秋に実る穀物が踏まれてしまうため、春に収穫する麦のみを作るのが良いとされたことにちなむ。ただし、この説を『筑前国続風土記』にて紹介した貝原益軒自身は俗説だとしている。
かつては那珂郡住吉村の一部であった春吉は、1602年（慶長7年）に那珂郡春吉村となる。当初は民家はなく博多に住む農民の田畑があった。1639年-1640年（寛永16-17年）の頃に福岡藩主黒田忠之によって足軽の宅地とされる。1678年（延宝6年）には那珂川からの浸水を防ぐための土手が築かれる。
1889年（明治22年）に住吉村と合併して住吉村大字春吉となる。1922年（大正11年）に住吉町が福岡市に編入され、春吉も福岡市の一部となる。1945年（昭和20年）の福岡大空襲では罹災せず。戦後の1966年の（昭和41年）の町名町界整理により一部が「渡辺通り」や「西中洲」に分割され、残ったエリアは春吉1-3丁目となった。

### 町域の変遷
| 実施後                   | 実施年             | 実施前         |
| ------------------------ | ------------------ | -------------- |
| 春吉一丁目から春吉三丁目 | 1966年（昭和41年） | 大字春吉の一部 |
| 春吉一丁目から春吉三丁目 | 1966年（昭和41年） | 大字住吉の一部 |

#### 春吉三丁目の住居表示
町名町界整理以前の春吉二番丁の南側に当たる街区を東側から順に、2番（春吉リバーサイド通り）12番（春吉中通り）22番、
同様に三番丁の南側に当たる街区を3番、13番、23番と付番している。
七番丁の南側に当たる街区は春吉二丁目に当たるため、春吉三丁目の街区は7～10番、17～20番が欠番となっている。

## 人口
春吉一丁目から三丁目までを合わせた人口の推移を福岡市の住民基本台帳（公称町別）に基づき示す（単位：人）。集計時点は各年9月末現在である。
- 2001年（平成13年）：3,378
- 2002年（平成14年）：3,347
- 2003年（平成15年）：3,527
- 2004年（平成16年）：3,691
- 2005年（平成17年）：3,735
- 2006年（平成18年）：3,711
- 2007年（平成19年）：3,707
- 2008年（平成20年）：3,732
- 2009年（平成21年）：3,764
- 2010年（平成22年）：3,825
- 2011年（平成23年）：3,894
- 2012年（平成24年）：3,932
- 2013年（平成25年）：3,917
- 2014年（平成26年）：4,012
- 2015年（平成27年）：4,173
- 2016年（平成28年）：4,225
- 2017年（平成29年）：4,246
- 2018年（平成30年）：4,229
- 2019年（令和元年）：4,258
- 2020年（令和2年）：4,374
- 2021年（令和3年）：4,549
- 2022年（令和4年）：4,730

## 交通
交通に関しては、町外ではあるが地下鉄が通っており、利便性が高い。

### 鉄道
鉄道については、福岡市交通局が運営する福岡市地下鉄七隈線及び福岡市地下鉄空港線が近くを通っており、次の駅がある。
- 七隈線：渡辺通駅、天神南駅
- 空港線：天神駅、中洲川端駅

### 道路
主な幹線道路は次の通り。

#### 国道
- 国道202号（福岡市道路愛称：国体道路）

#### 県道
- 福岡県道553号東光寺竹下春吉線

#### 市道
- 堅粕西新1号線（国道202号と重複、福岡市道路愛称：国体道路）
- 博多駅草ヶ江線（福岡市道路愛称：住吉通り）
- 春吉渡辺通線
- 住吉春吉線

### バス
バスについては、西日本鉄道株式会社が運営する西鉄バスが運行しており、次の停留所がある
。
- 国体道路沿い：春吉
- 住吉通り沿い：柳橋